# Дашков, Дмитрий Дмитриевич
Дмитрий Дмитриевич Да́шков (1833/1834—1901) — русский земский деятель, публицист.

## Биография
Родился 25 декабря 1833 (6 января 1834) года в семье министра юстиции Дмитрия Васильевича Дашкова.
В 1850-х годах в течение пяти лет жил в Париже, изучал французскую революцию.
В 1861 году кандидатом окончил историко-филологический факультет Санкт-Петербургского университета. В течение трёх трёхлетий был гласным рязанского земства и оказал большие услуги земскому делу. Избирался предводителем дворянства Спасского уезда Рязанской губернии. Затем был назначен председателем уфимской земской управы.
Дашкову принадлежала инициатива устройства земских учительских курсов для подготовки из добровольцев сельских учителей. По словам современника, он был чрезвычайно умный и образованный человек, типичный шестидесятник, убежденный либеральный земец. Был близко знаком с министром народного просвещения графом Д. А. Толстым, с которым в конце концов поссорился из-за земской  учительской семинарии и других вопросов, волновавших в те времена земцев.
Д. Д. Дашков много печатался; его статьи появлялись в «Журнале Министерства народного просвещения», «Учителе», «Современной летописи», «Беседах в обществе любителей российской словесности», «Голосе», «Беседе» (С. А. Юрьева), «Вестнике Европы» и др. Среди его публикаций:
- статьи «Оксофордский университет», «Беседы о русской истории», «Продажа башкирских земель», «О положении наших народных училищ», «Вопрос о посессионных владениях»[4].
- «Несколько слов о начальных народных училищах» (М., 1871);
- «Каких учительских семинарий нам не нужно» (М.: Моск. дет. и пед. б-ка, 1872. — 25 с.);
- «Земское дело»;
- «Курсы для взрослых» (Рязань, 1889).

Был владельцем Благовещенского завода на Южном Урале и составил записку «О мерах к поддержанию медного производства на южном Урале» (Санкт-Петербург : тип. и хромолит. А. Траншеля, [1884]. — 12 с.). Напечатал также «Стихи и сказания про Алексия Божия человека» (М.: В Университетской тип. (Катков и Кº), [18--?]. — 33 с.).
Скончался 8 (21) декабря 1901 года.